# 누쿠타역
누쿠타역(일본어: 温田駅)은 일본 나가노현 시모이나군 야스오카촌에 위치한 도카이 여객철도 이다선의 철도역이다. 섬식 승강장 1면 2선의 구조를 갖춘 지상역이다.

## 타는 곳
| 승강장 | 노선     | 방향 | 행선지                   |
| ------ | -------- | ---- | ------------------------ |
| 1      | ■ 이다선 | 하행 | 덴류쿄 · 이다 방면       |
| 2      | ■ 이다선 | 상행 | 주부텐류 · 도요하시 방면 |

## 역 주변
- 덴류강
- 나가노 현립 아난 병원

## 역사
- 1935년 11월 15일 : 산신 철도가 가도시마 역으로부터 연신했던 때의 종착역으로서 개업. 일반역.
- 1936년 4월 26일 : 산신 철도가 미쓰시마 역 (현 · 히라오카 역)까지 연신해, 도중역으로 한다.
- 1943년 8월 1일 : 산신 철도가 이다선의 일부로서 국유화되어, 일본국유철도의 역으로 한다.
- 1984년
  - 1월 16일 : 화물의 취급을 폐지. (여객역으로 한다)
  - 2월 24일 : 이다선 남부의 CTC화에 수반해, 업무위탁 개시.
- 1985년 3월 14일 : 하물의 취급을 폐지.
- 1987년 4월 1일 : 일본국유철도 분할 민영화에 의해, 도카이 여객철도가 승계.
- 1998년 3월 31일 : 무인화.
- 2003년 6월 2일 : 역사를 JA에 대여 개시.
- 2005년 10월 1일 : 특급 '이나지'가 연중 정차로 한다.
- 2013년
  - 9월 : 제18호 태풍 마니에 의해, 히라오카 - 덴류쿄 간은 운휴에 의해, 버스로 인한 대행운송으로 한다. 또한, 당역을 정차하는 특급 '이나지'는 전 구간으로 운휴로 한다.
  - 10월 10일 : 덴류쿄 - 히라오카 간 및 특급 '이나지'의 운행을 재개.

## 인접 역
| 도카이 여객철도 이다선 | 도카이 여객철도 이다선 | 도카이 여객철도 이다선 |
| ---------------------- | ---------------------- | ---------------------- |
| 시테구리 도요하시 방면 | ■ 이다선               | 다모토 다쓰노 방면     |